# Округ Понтоток (Оклахома)
Понтоток (енгл. Pontotoc County) је округ у америчкој савезној држави Оклахома.

## Демографија
По попису из 2010. године број становника је 37.492, што је 2.349 (6,7%) становника више него 2000. године.
| Група             | 2000.          | 2010.          |
| Белци             | 26.292 (74,8%) | 25.973 (69,3%) |
| Афроамериканци    | 725 (2,1%)     | 902 (2,4%)     |
| Азијати           | 160 (0,5%)     | 244 (0,7%)     |
| Хиспаноамериканци | 808 (2,3%)     | 1.523 (4,1%)   |
| Укупно            | 35.143         | 37.492         |